# Jia Yifan
Jia Yifan (en chino: 贾一凡; Tianjin, 29 de junio de 1997) es una deportista china que compite en bádminton.
Participó en dos Juegos Olímpicos de Verano, obteniendo dos medallas, plata en Tokio 2020 y oro en París 2024, ambas en la prueba de dobles (junto con Chen Qingchen). En los Juegos Asiáticos consiguió cuatro medallas, dos en 2018 y dos en 2022.
Ganó cuatro medallas de oro en el Campeonato Mundial de Bádminton entre los años 2017 y 2023.

## Palmarés internacional
| Juegos Olímpicos   | Juegos Olímpicos       | Juegos Olímpicos | Juegos Olímpicos |
| Año                | Lugar                  | Medalla          | Prueba           |
| ------------------ | ---------------------- | ---------------- | ---------------- |
| 2020               | Tokio (Japón)          | Medalla de plata | Dobles           |
| 2024               | París (Francia)        | Medalla de oro   | Dobles           |
| Campeonato Mundial |                        |                  |                  |
| Año                | Lugar                  | Medalla          | Prueba           |
| 2017               | Glasgow (Reino Unido)  | Medalla de oro   | Dobles           |
| 2021               | Huelva (España)        | Medalla de oro   | Dobles           |
| 2022               | Tokio (Japón)          | Medalla de oro   | Dobles           |
| 2023               | Copenhague (Dinamarca) | Medalla de oro   | Dobles           |
| Juegos Asiáticos   |                        |                  |                  |
| Año                | Lugar                  | Medalla          | Prueba           |
| 2018               | Yakarta (Indonesia)    | Medalla de oro   | Individual       |
| 2018               | Yakarta (Indonesia)    | Medalla de plata | Equipo           |
| 2022               | Hangzhou (China)       | Medalla de oro   | Individual       |
| 2022               | Hangzhou (China)       | Medalla de plata | Equipo           |